# ان‌جی‌سی ۲۵۰
ان‌جی‌سی ۲۵۰ (انگلیسی: NGC 250) نام یک کهکشان عدسی در صورت فلکی ماهی است.